# Гекон довгоногий
Гекон довгоногий (Tenuidactylus longipes) — вид геконів родини геконових (Gekkonidae). Один із 8(9) видів роду тонкопалих геконів (Tenuidactylus). Поширений переважно в Південно-Західній Азії. Мешканець аридних передгір'їв та гір. Описано 2 підвиди.

## Опис
Має середні розміри: тулуб завдовжки до 6,9 см та хвіст — до 9,7 см. Тулуб і голова сильно плескаті. Тулуб вкритий зверху зернистою гладкою лускою та 12—14 поздовжніми рядами великих тригранних горбків. На кожному з них поперечний ряд великої шипуватої луски. Забарвлення верхньої сторони тіла блідо-або темно-сіре, по спині проходять 5—7 темних поперечних смуг. На хвості 8—12 й на лапах 6—9 поперечних смуг. Черево має білий колір.

## Поширення
Гекон довгоногий мешкає на крайньому півдні Туркменістану (південно-західний Бадхиз), у Східному Ірані та Афганістані.  

## Спосіб життя
Населяє аридні передгір'я та гори до висоти 900 м н. р. м. Трапляється на вапняних обривах і останцах з пісковику у фісташковій савані, на виходах скель, кам'яних і глинобитних парканах, а також на стінах будинків. Екологія цього рідкісного виду слабо вивчена. 
Живиться комахами (метелики, гусениці, жуки, двокрилі) і павуками.
Це яйцекладні гекони. Статева зрілість настає на другому році життя. Відкладання 1—2 яєць відбувається у травні. Максимальна щільність популяції 1 особина на 10 кв. м.

## Систематика
Раніше розглядався в складі роду Cyrtopodion. У 1984 році кілька видів геконів, у тому числі гекон довгоногий, виділені в самостійний рід тонкопалих геконів (Tenuidactylus), який наразі включає 8(9) видів.
Станом на 2024 рік описано 2 підвиди:
- Tenuidactylus longipes longipes;
- Tenuidactylus longipes microlepis.